# 796
796 (DCCXCVI) je bilo prestopno leto, ki se je po julijanskem koledarju začelo na petek.

## Dogodki
- 1. januar

## Smrti
- do 806 - al-Batrik, arabski prevajalec (* okoli 730) (približni datum)